# Кома (музична нотація)

Кома в музичній нотації

Ко́ма, ко́мма  (грец. κόμμα komma — частина речення; англ. breath mark, нім. Atemzeichen — дихальний знак, англ. bow lift — підняття смичка) — знак музичної нотації, що має вигляд коми (,), яким у нотному запису музики позначаються місця, де можна «взяти» дихання (для вокальних творів чи для духових інструментів — місця люфтпаузи), підняти смичок (для смичкових), або зробити коротку паузу (для інших інструментів), незважаючи на відсутність виписаної паузи.
Походить від розділового знаку — коми.

## Люфтпауза
Комою в нотах позначаються люфтпаузи (від нім. Luftpause — повітряна перерва) — короткі перерви в звучанні музики, не передбачені нотописом, що виділяють початок нової побудови (мотиву, фрази, речення тощо).